# 相模原市立公文書館
相模原市立公文書館（さがみはらしりつこうぶんしょかん）は、神奈川県相模原市緑区にある相模原市が運営する公文書館である。

## 概要
現在の施設は、城山町の議場が置かれていた場所を改築し、議員席や傍聴席をそのままにして、有効活用している。2013年12月に公文書管理条例が制定されたことと相まって公文書管理の体制を整備する為に2014年10月1日に開館した。
業務は、歴史的公文書を保存・保管、歴史的公文書の閲覧の受付、歴史的公文書の企画展示、行政資料の閲覧などを行っている。

## 利用情報
- 開館時間
  - 午前8時45分 - 午後5時
- 休館日
  - 月曜日、第三水曜日、年末年始